# Guiédougou
Guiédougou est une commune située dans le département de Lanfièra de la province du Sourou au Burkina Faso. Bien qu'elle ne soit pas le chef-lieu départemental, Guiedougou en est la ville la plus importante.

## Géographie
Guiédougou est une ville située en bordure de la rivière Sourou et de la zone marécageuse environnante. Cette situation entraine des problèmes sanitaires avec une population infantile sujette à une très forte prévalence (plus de 50 % des 0-16 ans) de parasitoses diverses.

## Économie
L'agriculture et les cultures maraîchères sont les principales activités de la commune qui possède de larges zones irriguées par l'eau captée à proximité le long de la rivière Sourou.